# José Italiano
José Italiano (São Carlos, 15 de setembro de 1931 – São Paulo, 30 de setembro de 1986), popularmente chamado de Zé Italiano, foi um radialista e comentarista esportivo brasileiro.

## Biografia
Paulista de ascendência italiana, nascido em Água Vermelha (distrito do município de São Carlos, interior de São Paulo), José Italiano, consagrado como Zé Italiano, vendia jornais e engraxava sapatos em sua cidade natal. Aprendeu a ler nas manchetes dos jornais que vendia, e assim também juntava um dinheirinho e ia até a capital ver in loco, de radinho colado no ouvido, os clássicos do seu Corinthians contra os arquirrivais Palmeiras, São Paulo e Santos.
Em 1956, iniciou como narrador esportivo na Rádio Progresso de São Carlos. Transferiu-se depois para a capital paulista, e no ano de 1959, entrou para a Rádio Difusora. Começou a "criar mil vozes". Depois disso, já na capital paulista, chegou à Rádio Excelsior em 1963, convidado por um radialista importante da época, Henrique Lobo. E eles foram trabalhar junto com outros dois lendários narradores: Edson Leite e Geraldo José de Almeida. Zé Italiano entrou para a Fundação Cásper Líbero, em 1969, e começou a trabalhar na Rádio Gazeta. Criou um estilo todo próprio e começou a criar imitação de vozes conhecidas, como de Vicente Feola, técnico famoso na época; de Orlando Brandão, de Brito, de Gerson, grandes jogadores; de João Havelange, ex-dirigente da Fifa, Nicola Racioppi, ex-dirigente do Palmeiras.
Zé Italiano também fez história na TV Gazeta, ele chorava, gritava, discutia, contava piadas, e brigava no ar pelo seu Corinthians. O seu "corinthianismo" passional lhe trouxe problemas (como quando precisou da ajuda da polícia militar para poder narrar um jogo do Palmeiras no Palestra Itália), mas também levou muita audiência à Rádio Gazeta, que aproveitava ao máximo a informalidade nas suas transmissões. 
Na TV Gazeta, participou de inúmeros programas estilo "mesa redonda" (como Futebol é no 11 e Ducal nos Esportes), onde conviveu com nomes importantes, como Peirão de Castro, Milton Peruzzi, Geraldo José de Almeida, Barbosa Filho, Galvão Bueno, Geraldo Blota, Joseval Peixoto, Rui de Moura, Osmar de Oliveira, Rubens Pecce, enfim, Zé Italiano fazia parte da "nata" dos comentaristas esportivos de São Paulo, e sempre tinha seu lugar em decorrência de sua personalidade e de sua inteligência. Em virtude da profissão, viajou para várias partes do mundo. Cobriu as Copas do Mundo de 1974 (Alemanha), 1978 (Argentina) e 1982 (Espanha).
Além de ser reconhecido pela sua excelência na cobertura futebolística, Zé Italiano escrevia para a prestigiada revista Placar, viajou o mundo para narrar a Fórmula 1, esteve na equipe que cobriu os Jogos Olímpicos de Verão de 1992, participou da cobertura dos jogos de basquete da seleção brasileira masculina e feminina nos anos 70, além de outros esportes como boxe, luta livre e a Corrida Internacional de São Silvestre.

### Vida pessoal
Casado com dona Maria Dirce e eles tinham os filhos Isabel, José Marcelo, Cláudia, Rita, Maria Caroline e Solvia Milene. Ele era avô de Isabella, Jorge, Caio, Marcella, Daniella, Victória, Rafael José, Maria Clara, Christian, Antônia, Arthur e José Pedro.